# Oldřich Kašpar
Oldřich Kašpar (* 6. ledna 1952, Jestřebí) je český historik, etnolog, pedagog, iberoamerikanista, člen korespondent (académico corresponsal) Academia Mexicana de la Historia, spisovatel a překladatel.

## Život
V letech 1970–1974 absolvoval v Olomouci na Pedagogické fakultě Univerzity Palackého obor čeština-dějepis a na Filozofické fakultě obor historie a poté nastoupil na Filosofickou fakultu Univerzity Karlovy, kde vystřídal funkce vědecký aspirant, vědecký pracovník, odborný asistent a docent. Od roku 2005 učí také na Univerzitě Pardubice.
Je členem redakčních rad několika českých a zahraničních odborných časopisů, spolupracuje s televizí a rozhlasem. Napsal mnoho odborných publikací a uspořádal několik antologií. Je také autorem řady vlastních knih, jak literatury faktu, tak i z oblasti krásné literatury. Jeho překladatelská činnost je zaměřena především na mýty, legendy, pohádky, lidové povídky a poezii indiánských kultur.

## Kauza nejen Dějin Karibské oblasti Oldřicha Kašpara
Po vydáním Kašparovy knihy Dějiny Karibské oblasti (2002) došlo ke sporu mezi ním a profesorem Josefem Opatrným a dalšími kolegy ze SIASu (Středisko ibero-amerických studií) FF UK, jehož příčinou bylo (podle vědeckých pracovníků SIASu) opakované porušování etiky vědecké práce z jeho strany, které spočívalo v tom, že Oldřich Kašpar používal v desítkách případů části textů jiných autorů bez uvedení pramene. Spor se dostal až před Etickou komisi FF UK. Zdroj k zápisu ze zasedání na FF UK je neplatný .

## Publikace

### Odborné práce
- Obraz indiánských společností nového světa v evropské literatuře XVI.–XVIII. století (1978).
- Soupis španělských tisků bývalé zámecké knihovny v Roudnici nad Labem nyní deponovaných ve Státní knihovně ČSR v Praze (1983).
- Počátky české cizokrajné etnografie (1983).
- Nový svět v české a evropské literatuře 16.–19. století (1983).
- Soupis španělských a portugalských tisků bývalé pražské lobkovické knihovny nyní deponovaných ve Státní knihovně ČSR v Praze (1984).
- Etnografie mimoevropských oblastí – Amerika 1. – Jižní Amerika (1985), společně s Františkem Vrhelem.
- Etnografie mimoevropských oblastí – Amerika 2. – Mezoamerika (1986), společně s Františkem Vrhelem.
- České překlady španělské literatury v 16.–18. století (1987).
- Etnografie mimoevropských oblastí – Amerika 3. – Severní Amerika (1989), společně s Františkem Vrhelem.
- Soupis pramenů k dějinám zámořských objevů a dobývání Nového světa ve fondech Národní knihovny v Praze (1992).
- Slovník spisovatelů Latinské Ameriky (1996), spoluautor.
- Stručný přehled dějin a kultury českých zemí a Slovenska (1997)
- Jezuité z české provincie v Mexiku (1999), osudy více než tří desítek jezuitů pocházejících z českých zemí, kteří působili v 17. a 18. století v Mexiku.
- Panoráma biologické a sociokulturní antropologie (2002).
- Bohemika ve španělských a mexických fondech (2006).
- Kapitoly z dějin vztahů knižní kultury českých zemí, Španělska a španělského zámoří v XV.–XVIII. století (2006).
- Jezuité z České provincie a jejich díla ze 17. a 18. století ve Španělsku, Mexiku a na Filipinách (2006).
- Bibliografie k působení jezuitů z České provincie ve španělském a portugalském zámoří XVII. a XVIII. století (2006), spoluautor.
- Soupis bohemik ve španělských, portugalských a mexických fondech (2007).
- Hispanika v českých historických fondech a bohemika ve Španělsku, Portugalsku a Latinské Americe (2007).
- Bohemika v historických knižních fondech Španělska, Portugalska a Mexika 15.–18. st9letí (2008).
- Obrázkové rukopisy předkolumbovských Mixtéků (2009).

### Antologie
- Texty nativní Iberoameriky 1. – Předkolumbovské literatury (1978), společně s Františkem Vrhelem.
- Texty nativní Iberoameriky 2. – Slovesnost Indiánů Jižní Ameriky (1982).
- Počátky české cizokrajné etnografie (1983), antologie textů 1791–1831.
- Texty nativní Iberoameriky 3. – Folklór Mezoameriky (1984), společně s Františkemk Vrhelem.
- Tam za mořem je Amerika (1986), dopisy a vzpomínky českých vystěhovalců do Ameriky v 19. století.
- Zlato v rouše smrti (1990), výbor ze starých zpráv a kronik 16. a 17. století.